# كريستيان جولي
كريستيان جولي (بالإنجليزية: Christian Jolley)‏ هو لاعب كرة قدم بريطاني في مركز الهجوم، ولد في 5 مايو 1988 في Fleet, Hampshire ‏ في المملكة المتحدة. شارك مع منتخب إنجلترا لكرة القدم C ‏. أما مع النوادي، فقد لعب مع إيه أف سي ويمبلدون وغريمسبي تاون وفوريست غرين ونادي كينغستونيان ونادي مارغيت ونيوبورت كونتي.

## وصلات خارجية
- كريستيان جولي على موقع قاعدة بيانات كرة القدم.إي يو (الإنجليزية)
- كريستيان جولي على موقع Soccerbase.com (لاعب) (الإنجليزية)
- كريستيان جولي على موقع Soccerway.com (الإنجليزية)